# Republiken Vermont
Republiken Vermont (engelska: Republic of Vermont) eller Staten Vermont (engelska: State of Vermont), var en republik i Nordamerika som bildades då man förklarade sig självständiga från Storbritannien den 15 januari 1777 som Republiken New Connecticut (engelska: Republic of New Connecticut) innan namnet den 2 juni samma år ändrades till Vermont (från les Monts Verts, som på franska betyder gröna bergen), och upphörde då man anslöt sig till USA den 4 mars 1791 och blev den amerikanska delstaten Vermont.
Staten kallades även Gröna bergens republik.
Statschefen kallades guvernör, och inte president som i Republiken Texas, Republiken Kalifornien och Republiken Hawaii. Staten utsåg ambassadörer till Frankrike, Nederländerna och USA men det finns inget som antyder på att man hann påbörja något diplomatiskt utbyte.
Valutan hette Vermontkoppar, och bestod av kopparmynt. Huvudstad var först Windsor, senare Castleton.

## Guvernörer
- 1778–1789 - Thomas Chittenden
- 1789–1790 - Moses Robinson
- 1790–1791 - Thomas Chittenden

### Fotnoter
1. ↑  Jon Kelly (10 december 2012). ”Secession petitions: Why Americans don't really want to break up” (på engelska). BBC. http://www.bbc.com/news/magazine-20633042. Läst 6 maj 2018.
2. ↑  ”Vermont” (på engelska). World Statesmen. http://www.worldstatesmen.org/US_states_V-W.html#Vermont. Läst 22 juli 2015.